# Setodes kimminsi
Setodes kimminsi är en nattsländeart som beskrevs av Jacquemart 1961. Setodes kimminsi ingår i släktet Setodes och familjen långhornssländor. Inga underarter finns listade i Catalogue of Life.